# La lettera scarlatta
La lettera scarlatta (The Scarlet Letter), pubblicato nel 1850, è un classico della letteratura statunitense scritto da Nathaniel Hawthorne.
Ambientato nella Nuova Inghilterra puritana e retrograda del XVII secolo, il romanzo racconta la storia di Hester Prynne che, dopo aver commesso adulterio, ha una figlia di cui si rifiuta di rivelare il padre, lottando per crearsi una nuova vita di ravvedimento e dignità.
Nell'insieme Hawthorne esplora i temi del legalismo, del peccato e della colpa.
La lettera scarlatta è incorniciata da un'introduzione (chiamata "La dogana") nella quale lo scrittore, un alter ego di Hawthorne, finge di aver trovato documenti e carte che raccontano la storia di Prynne e ne provano l'autenticità. Il narratore sostiene anche che quando toccò la lettera ricamata (trovata assieme alle carte) aveva provato "un calore bruciante... come se la lettera non fosse di panno scarlatto, ma di ferro arroventato fino a diventare rosso". In precedenza Hawthorne aveva lavorato nella Dogana di Salem per lungo tempo, perdendo il proprio lavoro a causa di un cambiamento dell'amministrazione politica.

## Trama
L'ambiente sociale di Boston nel 1642 è caratterizzato da severità morale a sfondo religioso tipica dell'epoca. Hester ha dato alla luce una bambina, Pearl, nonostante il marito sia assente da anni dalla città, e quindi è stata processata per adulterio: come stigmatizzazione, viene esposta alla pubblica umiliazione su di un patibolo vestendo sul petto una lettera "A" scarlatta, iniziale di "adultera". L'autore indugia sui discorsi delle comari, alcune delle quali vorrebbero che Hester venisse uccisa, in quanto la pena per l'adulterio sarebbe la morte. Hester non vuole rivelare chi sia il padre della bambina, anche se le viene domandato più e più volte.
Il caso vuole che il marito di Hester (che in città nessuno conosce) faccia ritorno dopo una lunga prigionia a opera dei pellirossa, proprio nel giorno in cui la moglie è esposta sul patibolo. Siccome Hester non vuole rivelare neppure al marito il nome dell'uomo con cui ha commesso adulterio, suo marito assume il nome di Roger Chillingworth, e prende a esercitare l'attività di medico in città, forte dei suoi studi in Inghilterra, ma anche delle cognizioni di medicina indiana che ha appreso durante la prigionia; in tale modo, sotto falsa identità, egli spera di riuscire a identificare il padre di Pearl.
Ma dopo qualche capitolo Hawthorne ci svela che il suo amante è il giovane reverendo Dimmesdale, un colto teologo, eccellente predicatore e uno degli uomini più rispettati e venerati della città. La comunità lo considera un Santo e mai potrebbe sospettare di lui. Si capisce allora che se Hester tace, lo fa per amore, cioè per proteggere Dimmesdale, il quale però si tormenta per la propria vigliaccheria e falsità: predica ripetutamente contro il peccato, ma il primo a peccare è stato lui; il rimorso è tale da minare irreparabilmente la salute ed i nervi dello stesso pastore, nel corso degli anni. Hester invece decide di scontare la pena per entrambi per sempre.
La vicenda si snoda quindi nel patologico triangolo che si viene a formare tra Hester, Roger e Dimmesdale, con un crescendo di tensione, sofferenza e angoscia che conduce alla rivelazione finale. Passano sette anni, in cui Hester cerca di redimersi aiutando i poveri e vivendo una vita riservata, curandosi dell'unica figlia. Pearl cresce selvaggia, piena di fantasie e ribelle, un po' come la madre prima del processo. Hester la veste con abiti sfarzosi che non fanno che accrescere la sua bellezza. Spesso viene definita "La Bambina Folletto" per il suo carattere evanescente. Tuttavia Pearl intuisce che fra la madre e il reverendo c'è un legame, e chiede spesso alla madre: "Perché il reverendo tiene la mano sul cuore?".
Anche Roger Chillingworth, al quale vengono affidate le cure della salute sempre più precaria di Dimmesdale, capisce quanto sia forte il legame tra i due, e si rende conto di chi sia il padre di Pearl. Da sette anni, infatti, la vendetta è il suo unico scopo nella vita, e il rispetto nutrito dalla comunità per le sue abilità mediche e di studioso è un ottimo aiuto alla realizzazione dei suoi piani.
Una notte Dimmesdale, particolarmente eccitato, sale sul patibolo, volendo farsi trovare lì dalla Comunità. Per fortuna Hester riesce a convincerlo a mutare idea, ma Chillingworth li scorge, li saluta ed ha la conferma di quello che aveva intuito: Dimmesdale è stato l'amante di Hester. La donna si rende conto di quale errore sia stato non rivelare a Dimmesdale che Roger Chillingworth è il falso nome sotto cui si cela il marito. Decide di incontrarlo nella foresta, gli rivela tutto e decidono di fuggire assieme, con la piccola Pearl, e di ricominciare una nuova vita.
Durante un corteo, Dimmesdale sale sul patibolo e tenta di rivelare il suo segreto agli abitanti della città: muore per l'emozione, ma prima di morire, a petto nudo, cerca di mostrare un segno sulla pelle. Alcuni intravedono una lettera A marchiata sulla carne, altri nulla. L'autore elenca le spiegazioni che i poveri puritani di Boston cercano di dare all'accaduto: una tortura autoinflitta dovuta alla pena per la povera Hester, alle arti di Roger Chillingworth che invece di curarlo da buon medico, ha tracciato quel segno perché stregone pagano che ha vissuto parecchi anni con gli indiani, e così via. Hester e Pearl lasciano Boston: Pearl non tornerà mai più, mentre Hester solo in vecchiaia, divenuta ormai ricca, verrà sepolta a Boston stessa, dopo essere divenuta una leggenda vivente, nella tomba accanto a quella dell'amato, con la quale condividerà la lapide, su cui verrà tracciata, in campo nero, una lettera A scarlatta.

## Personaggi
Hester Prynne: Hester è una donna forte, fiera e passionale che, in assenza del marito, ha una relazione con un pastore puritano e, a causa del figlio nato da questa relazione, viene emarginata e fortemente disprezzata dalla società. Tuttavia mostra il suo coraggio e la sua forza di volontà facendo di tutto per proteggere sua figlia dalle calunnie e dall'odio dei compaesani e cerca di espiare le sue colpe prendendosi cura anche dei più poveri e bisognosi. Poiché ha commesso adulterio, porta la lettera "A" sul petto e fa osservazioni acute sulla società. Il suo coraggio viene pure dimostrato nel proposito di voler proteggere a tutti i costi il suo amante.
Pearl: Pearl è la figlia illegittima di Hester, una ragazza capricciosa e intelligente, ma anche vivace e innocente. Ha la capacità di percepire cose che gli altri non notano e capisce rapidamente la relazione della madre. Gli abitanti del villaggio diffondono voci secondo cui lei sarebbe una creatura diabolica.
Roger Chillingworth: Chillingworth è il marito di Hester sotto mentite spoglie, che arriva tardi a Boston e decide di rimanere lì per vendicarsi del tradimento della moglie. Si fa passare per medico e si dedica a torturare l'amante di Hester per scoprire la sua identità. È egoista e pieno di desiderio di vendetta.
Reverendo Arthur Dimmesdale: Dimmesdale è l'amante, il grande amore di Hester ed il padre della sua bambina. Si tormenta a causa del senso di colpa per le sue azioni e talmente forte è il malessere che infine sviluppa una malattia cardiaca che peggiora lentamente. È un predicatore emotivo e intelligente, stimato da tutti, ma è fortemente combattuto tra il suo impegno verso la congregazione ed il suo senso di peccato dovuto alla passione per Hester. Il senso di colpa per non aver avuto il coraggio di assumersi il peso delle proprie responsabilità, lasciando l'amante da sola con la loro bambina, ed il senso di ipocrisia che sta adottando per non venire incriminato lo porta quasi in fin di vita.
Governatore Bellingham: Bellingham è un governatore ricco e rigoroso nel rispettare le regole, ma cieco di fronte alle attività stregonesche della sorella, la signora Hibbins.
Mistress Hibbins: Mistress Hibbins è la sorella del governatore Bellingham ed è considerata una strega. Rappresenta l'ipocrisia e il male nascosto nella società puritana.
Reverendo John Wilson: Il reverendo Wilson è un anziano pastore di Boston. Predica il fuoco dell'inferno e sostiene la punizione severa dei peccatori.

## Hawthorne e il successo del romanzo
La prima edizione del romanzo, pubblicata il 16 marzo del 1850, vendette rapidamente le prime 2 500 copie; un mese dopo furono vendute altre 2 500 copie per una seconda edizione; fu un vero e proprio successo editoriale. Ancora oggi rimane uno dei libri più venduti in America, oltre ad essere uno dei più importanti libri della letteratura americana del diciannovesimo secolo.
Le ragioni del successo della Lettera Scarlatta sono moltissime. Gli Stati Uniti del tempo erano un paese giovane e risentivano ancora dell'egemonia culturale inglese. I libri pubblicati a quel tempo trattavano temi non molto originali (per lo più) ed erano libri, per così dire, "inglesi". Invece la Lettera Scarlatta è un libro americano non solo nell'ambientazione, ma genuinamente americani sono anche il suo linguaggio, lo stile utilizzato, i temi ricorrenti, i personaggi. Non sarebbe possibile spostare la storia ed i personaggi a Londra senza snaturare profondamente il contesto puritano della vicenda. Inoltre, poco dopo la sua pubblicazione, l'opera divenne il centro di dibattiti e discussioni infinite: molti lettori, infatti, fraintesero il significato del libro, credendo che fosse solo un libro "scabroso" su un adulterio. Ma moltissimi lettori si innamorarono della storia. Inoltre, l'autore godette dell'appoggio e del sostegno costante della famiglia, degli amici (fra cui Herman Melville) e del suo editore, e ciò contribuì al successo del romanzo, che fu tale da permettergli di vivere scrivendo, qualcosa di incredibile all'epoca, considerando che gli unici che potevano realisticamente farlo erano solo i preti e gli insegnanti.

## L'adulterio nella società puritana
L'autore della Lettera Scarlatta si proclamava "whig", cioè liberale. Lo scopo che si era prefisso in questo libro era quello di analizzare i tabù, le restrizioni, i valori e le idee della società puritana, mettendo a confronto tutto ciò con la società sua contemporanea. Sapeva che per certi aspetti la società era mutata, ma alcuni valori perduravano ancora. Aveva avuto nella sua famiglia un giudice, un magistrato, John Hathorne (non Hawthorne) che aveva partecipato ai processi alle streghe di Salem e si era occupato spesso di adulterio. La pena più grave per l'adulterio era inizialmente la morte. Ci sono pervenuti documenti in cui si evince che parecchie coppie di amanti siano state mandate a morte. In seguito si decise che questa pena era troppo pesante, e venne sostituita con delle punizioni corporali pubbliche. John Hathorne emanò parecchi verdetti di questo genere. Solo in seguito si ebbe un ulteriore cambiamento, e si impose alle donne adultere di cucire sul petto delle A rosse da portare tutta la vita. Una punizione umiliante, ma meno brutale. Considerando questa mentalità incivile, Nathaniel Hathorne, intellettuale aperto, modificò il suo cognome aggiungendo una w a Hathorne. Voleva differenziarsi da alcuni suoi concittadini e persino familiari, divenendo così Nathaniel Hawthorne.

## Temi trattati
Quindi il romanzo, a differenza - per esempio - di omonimi film, fa iniziare la propria narrazione, partendo proprio dall'immagine della prima scena, del patibolo puritano con cui confrontarsi, da quel tribunale moralistico che induce il lettore a ripensare i concetti di colpa, giustizia e perdono. Tutta la storia viene spesso analizzata dalla prospettiva imbevuta di quella cultura puritana della New England, e lo sviluppo della trama rimescola queste coordinate, rielaborando in uno strano gioco di ruolo, da una parte i sentimenti e maturazione personale dei diversi protagonisti, e invece dall'altra parte la reputazione e l'immagine pubblica che offrono alla comunità. La differenza di questi due livelli è una chiave che tende a decostruire la bigotteria di quella morale puritana, che spesso - come si sottolinea in più parti - eccede non solo nella assurdità delle proprie regole e nella severità di giudizi gratuiti, ma proprio in un eccesso di fanatismo, una visione mitologica e irrazionale che spesso è causa delle peggiori barbarie: per esempio in modo sarcastico più volte si parla di forze diaboliche o magiche per spiegare determinati fenomeni, ed è proprio da questa assurda accusa di stregoneria, che verranno inflitte le più atroci condanne da quei tribunali puritani.
Un'altra adultera appare in "Endicott e la Croce Rossa di San Giorgio", un racconto breve di Hawthorne, e anche lei come Hester, è costretta a portare una A scarlatta, che ha finemente ricamato d'oro.

## Adattamenti
Da questo romanzo sono stati tratti parecchi film, tra cui:
- La lettera rossa (1926), regia di Victor Sjöström, con Lillian Gish e Lars Hanson.
- The Scarlet Letter (1934), regia di Robert G. Vignola, con Colleen Moore e Hardie Albright.
- La lettera scarlatta (1973), regia di Wim Wenders, con Senta Berger.
- La lettera scarlatta (1979), regia di Rick Hauser, con Meg Foster e John Heard.
- La lettera scarlatta (1995), regia di Roland Joffé, con Demi Moore, Gary Oldman e Robert Duvall.
- Easy Girl (2010) (rivisitazione in chiave moderna), regia di Will Gluck con Emma Stone, Amanda Bynes e Penn Badgley.

## Edizioni italiane
- La lettera rossa, trad. di Gino Cornali, Bietti, Milano, 1923
- La lettera scarlatta, trad. di Fausto Maria Martini, Mondadori, Milano, 1930; Milano Mondadori 1971; introduzione di Barbara Lanati, 1985; (con introduzione di Mirella Billi e un saggio di Jorge Luis Borges), 1997, ISBN 978-88-0452-965-1; (Introduzione di Tommaso Pisanti), Newton Compton, Roma, 1993, ISBN 978-88-5412-054-9; Biblioteca economica Newton, Newton Compton, 1995, ISBN 9788881831579; in La lettera scarlatta - Racconti neri e fantastici, Grandi dell'Ottocento, Newton Compton, Roma, 2006, ISBN 9788854102446; Grandi Tascabili Economici, Newton Compton, Roma, 2010, ISBN 9788854120549; Live, Newton Compton, Roma, 2013, ISBN 9788854154582; MiniMammut, Newton Compton, Roma, 2016, ISBN 9788854186224; Classici Pop Newton, Newton Compton, Roma, 2024 ISBN 9788822776051; Newton Vintage, Newton Compton, 2024, ISBN 9788822783806.
- La lettera scarlatta, trad. di Augusta Grosso Guidetti, UTET, Torino, 1936; TEA, Milano, 1993 ISBN 88-78-19066-7
- La lettera scarlatta, trad. di Bruno Tasso, Bianchi-Giovini, Milano, 1945; Rizzoli, Milano, 1950; 1983 (con introduzione di Attilio Brilli) ISBN 9788817016889
- La lettera scarlatta, trad. di Enzo Giachino, Einaudi, Torino, 1951; 2008 (con un saggio di Henry James) ISBN 9788806196943
- La lettera scarlatta, trad. di Giulio De Angelis, Libreria Editrice Fiorentina, Firenze, 1951
- La lettera scarlatta, trad. di Mara Bruno, introduzione di Giuseppe Mariani, Edizioni Paoline, Modena, 1959
- La lettera scarlatta, trad. di Marcella Bonsanti, in Romanzi, vol. 1, Sansoni, Firenze, 1959; 1963 (a sé); Introduzione di Angela Giannitrapani, 1965
- La lettera scarlatta, trad. di Maria Gallone, Fabbri, Milano, 1969; Opportunity, Milano, 1996
- La lettera scarlatta, trad. di Francesco Valori, Garzanti, Milano, 1975; Mursia, Milano, 1981; Garzanti, 1988 (con introduzione di Goffredo Fofi)
- La lettera scarlatta, trad. di Anna Gerola, Ferni, Ginevra, 1975
- La lettera scarlatta, trad. di Maria D. Tresoldi Lovino, Peruzzo, Milano, 1987
- La lettera scarlatta, trad. di Gianna Lonza, introduzione di Carlo Pagetti, Garzanti, Milano, 1992 ISBN 9788811364832
- La lettera scarlatta, trad. di Aldo Busi e Carmen Covito, Mondadori, Milano, 1995 ISBN 88-043-9645-8
- La lettera scarlatta, trad. di Carmen Covito, Frassinelli, Milano, 1998 ISBN 88-76-8-4508-9; Sperling & Kupfer, Segrate, 2021, ISBN 978-88-554-4011-0.
- La lettera scarlatta, trad. di Marcella Majnoni, introduzione di Vito Amoruso, G.E. L'Espresso, Roma 2004 ISBN 88-8-914-511-0
- La lettera scarlatta, trad. di Barbara Placido, Introduzione di Lucia Fiorella, Giunti, Firenze, 2006 ISBN 978-88-0903-385-6
- La lettera scarlatta, trad. S. Landucci, Edizioni Clandestine, 2008, ISBN 978-88-9572-017-3
- La lettera scarlatta, trad. di Giulio Bresci, Dalai, Milano, 2011 ISBN 978-88-6073-971-1
- La lettera scarlatta, trad. di Giorgio Borroni, RL, Santarcangelo di Romagna, 2011 ISBN 978-88-1802-763-1
- La lettera scarlatta, trad. Enrico Terrinoni, Milano, Feltrinelli, 2014, ISBN 978-88-0790-156-0
- La lettera scarlatta, trad. Flavio Santi, Collana Grandi classici, Milano, BUR-Rizzoli, 2018, ISBN 978-88-170-9905-9
- La lettera scarlatta, trad. Sara West, Nuovi Oscar Classici, Milano, Mondadori, 2022, ISBN 978-88-047-4925-7